# Podi (gmina Bar)
Podi (cyr. Поди) – wieś w Czarnogórze, w gminie Bar. W 2011 roku liczyła 193 mieszkańców.